# Steven Mouyokolo
Steven Mouyokolo (* 24. Januar 1987 in Melun) ist ein französischer ehemaliger Fußballspieler, der hauptsächlich in der Abwehr zum Einsatz kam.

## Karriere
Mouyokolo wurde in Melun geboren. Seine Profikarriere begann bei LB Châteauroux in der zweiten französischen Liga, wo er jedoch kein einziges Spiel bestritt. Nach einer überzeugenden Saison beim FC Gueugnon wechselte er 2008 zu US Boulogne. In der Hinrunde der Saison 2008/09 hatte Mouyokolo großen Anteil daran, dass sich das Team bis Dezember in der oberen Tabellenhälfte etablierte. Seine Vorstellungen blieben diversen Premier League Vereinen nicht verborgen, die ihn verpflichten wollten. Trotz des Interesses von Arsenal machte schließlich Hull City das Rennen und gab am 30. Januar 2009 seine Verpflichtung bekannt. Er beendete die Saison noch bei US Boulogne, bevor er am 2. Juni 2009 einen Zweijahresvertrag bei Hull City unterschrieb. Mit Boulogne war er zuvor zum ersten Mal in der Vereinsgeschichte in die höchste französische Spielklasse aufgestiegen. Nach nur einem Jahr bei Hull City wechselte Mouyokolo zu den Wolverhampton Wanderers, bei denen er jedoch nur sporadisch zum Einsatz kam. Im Januar 2013 wurde der Vertrag aufgelöst, woraufhin er nach kurzer Vereinslosigkeit im Juli desselben Jahres bei Celtic Glasgow unterschrieb.